# 서울 봉국사 석조지장삼존상과 시왕상 및 권속
서울 봉국사 석조지장삼존상과 시왕상 및 권속(서울 奉國寺 石造地藏菩薩三尊像 및 十王像)은 대한민국 서울특별시 성북구 정릉동 봉국사에 있다. 2013년 12월 26일 서울특별시의 유형문화재 제355호로 지정되었다.

## 개요
명부전에는 중앙에 석조지장삼존상이 봉안되어 있으며, 좌우로 벽면을 따라 시왕상과 판관상, 사자상, 동자상, 인왕상 등 30여 구의 상이 배치되어 있다. 30구의 상은 대부분 같은 시기에 조성된 것으로 보이지만, 일부 상들은 근래에 만든 것으로 추정된다.
중앙의 지장보살좌상은 좌고가 97.7cm에 이르는 석조상으로 신체에 비하여 頭部가 크고 무릎 높이가 낮아 비례상 불균형한 감은 있으나 미소를 머금은 동안의 얼굴과 유려한 옷주름, 균형 잡힌 좌세 등에서 안정감 있는 불신을 보여주고 있다. 머리는 소발로 둥근 편이며, 타원형에 가까운 얼굴에는 가늘게 뜬 눈과 원통형의 코, 미소를 머금은 입 등 이목구비가 단정하게 표현되었으며, 이마 가운데에는 백호가 박혀있다. 목은 밭으면서 두꺼운 편으로 아래에는 가늘게 삼도가 표현되었다. 법의는 두 어깨에 걸쳐 통견으로 입었는데, 오른쪽 어깨에 다시 옷자락을 살짝 걸쳤으며 오른쪽에서 완만한 원호를 그으며 길게 늘어진 옷자락을 왼쪽 법의 안으로 끼워놓았다. 이러한 착의법은 조선후기 불상에서 흔히 볼 수 있다. 넓게 트인 가슴에는 군의를 걸치고 있으며, 군의 위쪽은 꽃모양으로 처리하였다. 목은 밭으면서 두꺼운 편으로 아래에는 가늘게 삼도가 표현되었다.
결가부좌한 두 무릎 폭은 다소 좁은 편이고 무릎 높이도 높지 않아 건장하기 보다는 단아한 느낌을 준다. 오른손은 펴서 무릎을 살며시 잡고 있으며 왼손에는 둥근 형태의 보주를 쥐었다.
지장보살의 좌우에는 각각 무독귀왕과 도명존자, 그리고 시왕 및 권속들이 배치되어 있다.
이 상들은 대부분 지장보살좌상과 동 시대에 조성된 것으로 생각되는데, 시왕상과 인왕상 등은 지장보살상처럼 돌로 만들어졌으나 일부 상들은 나무로 만들어졌다.
시왕상은 높은 단 위에 의자상으로 안치되어 있으며, 향우측에 제 1, 3, 5, 7, 9왕과 제왕 상, 3구의 동자상, 향좌측에 2, 4, 6, 8, 10상과 제왕상, 4구의 동자상이 배열되어 있고, 단아래에 판관과 사자상, 그리고 전각 입구 향우측에 2구의 인왕상이 배치되어 있다. 시왕들은 모두 龍頭로 장식된 의자에 앉아 보상화문이 장식된 관이나 책관을 쓰고(염라대왕) 두 손을 가슴 앞으로 모아 포개거나 경전을 읽고 수염을 쓰다듬는 등의 자세를 취하고 있다. 앞으로 모아 포갠 손에는 아마도 홀이 쥐어져 있었을 것으로 생각되지만 현재는 제3송제대왕만이 홀을 쥐고 있다.
시왕은 턱선이 뾰족하며 눈꼬리가 치켜 올라가 있어 다소 날카로운 인상이지만 지장보살상과 같이 신체에 비해 얼굴이 큼직한 편이어서 어린아이의 체구 같은 느낌을 준다.
시왕 앞에 시립한 동자상은 총7구가 남아있는데, 새끼사자와 새끼호랑이, 술병과 잔, 벼루 등 다양한 지물을 들고 있다. 7구의 상 가운데 2점은 크기도 다르고 모습도 달라서 아마도 후대에 조성되었거나 다른 작가들에 의해 만들어졌을 가능성이 크다.
아랫단에 있는 판관상과 사자상 등도 대부분 돌로 만들어졌지만 향좌측의 두루마리를 들고 있는 판관상은 다른 상들과 양식도 다르고 재료도 나무인 것으로 보아 후대에 보완된 것으로 보인다.

## 참고 문헌
- 서울 봉국사 석조지장삼존상과 시왕상 및 권속 - 국가유산청 국가유산포털